# Stefano Mancuso
Stefano Mancuso (Catanzaro, 9 maggio 1965) è un neuroscienziato e saggista italiano che insegna arboricoltura generale ed etologia vegetale all’Università di Firenze.
È membro dell'Accademia dei Georgofili, membro fondatore della Société internationale pour le signalement et le comportement des plantes e direttore del Laboratorio internazionale di neurobiologia vegetale.

## Biografia
Stefano Mancuso, nipote dello scrittore Michele Mancuso, afferma di essersi particolarmente interessato alle piante solo in età adulta, all'università, durante gli studi.
Dal 2001 è professore all'Università di Firenze e nel 2005 ha fondato il Laboratorio internazionale di neurobiologia vegetale, destinato agli studi sul comportamento delle piante. Nel 2010 ha tenuto una conferenza a Oxford su come le radici vanno, nel terreno, alla ricerca di spazio colonizzabile, acqua e nutrienti. Nel 2012, nel progetto Plantoïd, ha preso parte alla creazione di un robot bio-ispirato (imitando alcune capacità delle radici), robot che potrebbe ad esempio esplorare un terreno difficilmente accessibile o contaminato da un incidente nucleare o da un attacco batteriologico.
Nel 2013 ha pubblicato Verde brillante: Sensibilità e intelligenza del mondo vegetale, scritto assieme ad Alessandra Viola. Nel 2014, all'Università di Firenze, ha creato una start-up specializzata sulla biomimesi delle piante (tecnologia che imita determinate capacità delle piante) e una serra galleggiante autonoma che nel 2016 ha prospettato al governo cileno.

## Ricerche scientifiche

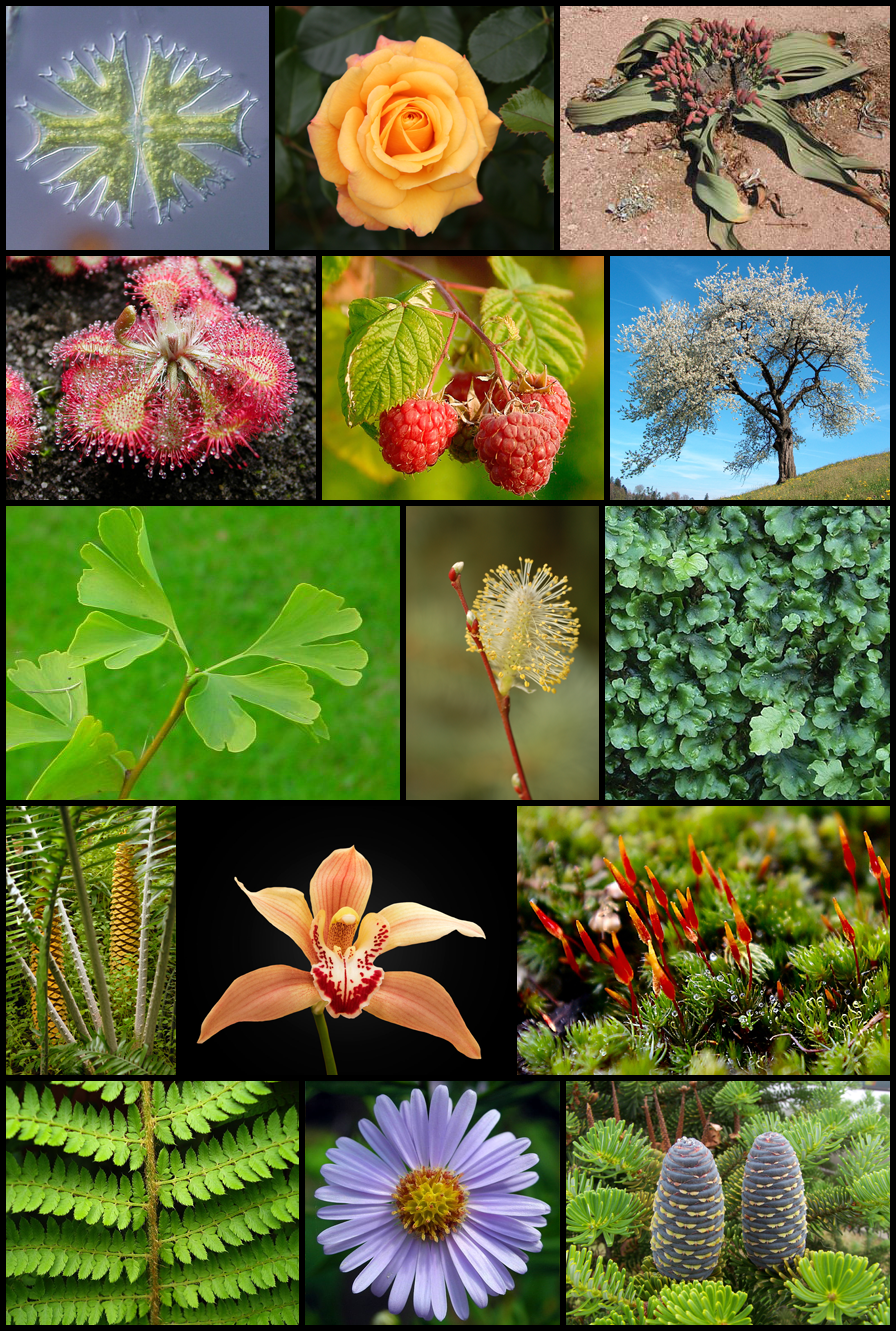
Mancuso osserva che durante l'evoluzione, le piante, sebbene prive di un cervello paragonabile a quello degli animali e sebbene non possano spostarsi volontariamente, hanno sviluppato un gran numero di soluzioni ai problemi che hanno incontrato o la "capacità di risolvere i problemi" che è una definizione di intelligenza. L'uomo potrebbe essere meglio ispirato da queste soluzioni secondo lui.

### Ispirazioni
Stefano Mancuso ha tratto ispirazione dagli studi di George Washington Carver, Ephraim Wales Bull e Charles Harrison Blackley, e dai naturalisti Charles Darwin e Gregor Johann Mendel.
La neurobiologia vegetale è parte della botanica e studia la memoria (tra cui quella transgenerazionale), l'apprendimento (incluso l'apprendimento epigenetico), l'esperienza (ad esempio attraverso la pianta modello Mimosa pudica che sembra avere la capacità, in una certa misura, di adattarsi alle condizioni del luogo in cui vive), alla comunicazione e alla vita sociale delle piante.
Secondo Stefano Mancuso, dall'inizio degli anni 1990, gli scienziati hanno iniziato ad ammettere che le piante hanno non solo capacità "sociali", ma una forma di intelligenza che fino ad allora non era stata immaginata.

### Sistema radicale delle piante
Stefano Mancuso ha studiato le capacità delle piante e in particolare del sistema radicale (e soprattutto dell'apice delle radici, molto sensibili a diversi tipi di stimoli quali la pressione, la temperatura, certi suoni, l'umidità e le lesioni) di esplorare e sfruttare l'ambiente del suolo per l'ancoraggio della pianta, l'accesso all'acqua e ai nutrienti, la simbiosi con altre specie e la comunicazione con altre piante. Secondo un articolo pubblicato nel 2004 da un gruppo di botanici tra cui Mancuso, l'area dell'apice radicale comprende un'area di transizione la cui struttura evoca funzioni simili a quelle del cervello negli animali, con equivalenti vegetali dell'actina, il ruolo fondamentale delle auxine (anche dette IAA per indole-3-acetic acid) che evocano un neurotransmettitore, e delle strutture evocanti le sinapsi (auxine, molecola/ormone morfogeno, che è anche bioattivo nella cellula dei lieviti e nella cellula animale, secondo gli autori).

### Percettibilità delle piante
Nel corso dell'evoluzione, le piante hanno dovuto sviluppare soluzioni ai grandi problemi incontrati dagli organismi non mobili (parte del fitoplancton si mostra in grado di muoversi verticalmente e talvolta orizzontalmente). Pur non avendo né nervi né cervello, le piante hanno una vita sociale e quindi una certa sensibilità (i cui indizi si possono trovare in alcune cellule - gameti e batteri - in coralli o spugne e in organismi apparentemente molto primitivi come le trichoplax... che non hanno nulla che assomigli a un cervello, ma che presentano comportamenti che evocano una funzione neuronale), anche se questi attributi sono molto diversi da quelli osservati nel mondo animale. Mancuso e i suoi colleghi Gagliano e Robert mostrano così, nel 2012, che le piante hanno dei meccanorecettori che rendono ad esempio le loro radici sensibili al suono e alla sua direzione di propagazione. Altri biologi, 4 anni prima, avevano affermato che gli alberi stressati dalla grave mancanza di acqua possono emettere suoni che forse sono più che semplici segni passivi di cavitazione.
Il fitoplancton e le piante terrestri hanno una certa percezione della luce. Mancuso e i suoi colleghi hanno dimostrato che nella pianta modello di laboratorio più utilizzata (Arabidopsis), l'apice delle radici è molto sensibile alla luce (un'illuminazione di pochi secondi è sufficiente a causare un'esplosione immediata e forte di specie reattive all'ossigeno (ROS) nella radice), un fenomeno che avrebbe potuto distorcere molte osservazioni e studi sulle radici viventi fatte dalla microscopia confocale alla luce.
Ne La rivoluzione delle piante, descrive come le piante hanno trovato e testato soluzioni "brillanti" per centinaia di milioni di anni a vari grandi problemi che l'umanità deve affrontare oggi. Le piante, in parte grazie alla simbiosi con batteri e funghi, hanno inventato una colonizzazione ottimizzata e "sostenibile" dell'ambiente terrestre (fino a cento metri di altezza), quindi gli strati inferiori dell'atmosfera (prima degli uccelli). Hanno inventato il serbatoio di carbonio e la produzione pulita di energia da amido, zuccheri, fibre e biomolecole complesse, tramite fotosintesi clorofilliana, biodegradabilità e una forma di economia circolare. Un suo articolo di teoria delle reti con Guido Caldarelli sulla emissione di composti volatili da parte delle piante risulta fra i primi 10 più letti nella rivista Nature Scientific Reports

### Piante e animali
Mancuso osserva che le piante avanzate hanno il sistema circolatorio costituito da pochi organi (in particolare organi riproduttivi), ma a differenza degli animali avanzati, hanno recettori diffusi in tutto il loro organismo (mentre gli animali hanno concentrato i loro sensi negli organi specifici come occhi, orecchie, pelle, lingua). I loro organi riproduttivi sono molteplici mentre sono unici negli animali avanzati. 
Secondo lui, ciò suggerisce che le piante "annusano", "ascoltano", comunicano (tra individui della stessa specie e talvolta con altre specie) e imparano (attraverso una certa forma di memoria, compresa la memoria immunologica del loro sistema immunitario) con tutto il loro organismo (cosa che consente loro di resistere meglio agli insetti predatori ed erbivori. Spesso Mancuso presenta come esempio il fagiolo di Lima che quando attaccato dall'acaro erbivoro  Tetranychus urticae  emette nell'aria un complesso di molecole in grado di attirare il Phytoseiulus persimilis, un acaro carnivoro pronto a divorare le colonie del primo). 
Mancuso e i suoi colleghi hanno messo in evidenza il ruolo delle auxine che avrebbero una funzione di neurotrasmettitore, simile a quella presente negli animali.
Ora sappiamo anche che sintetizzano molecole neurali, in particolare delle sinaptotagmine e glutammato monosodico. Le piante inoltre biosintetizzano molecole che sembrano essere omologhe a molecole che hanno importanti funzioni negli animali, ad esempio molecole che evocano l'immunofillina che negli animali ha un ruolo immunitario, o ormonale: ruolo nella segnalazione di ormoni steroidei e neurologici (neurorigenerazione). La biologia cellulare vegetale riporta l'esistenza di cellule vegetali che si comportano come sinapsi in cui l'auxina sembra svolgere il ruolo di neurotrasmettitore (specifico per le piante). Nel 2005 Mancuso e alcuni biochimici hanno sviluppato un microelettrodo "non invasivo", basato sul nanotubo di carbonio per registrare il flusso di informazioni che possono circolare nelle piante.

### Intelligenza delle piante
L'intelligenza - nota Mancuso - è stata a lungo considerata "ciò che ci distingue dagli altri esseri viventi", ma se la risoluzione dei problemi è una buona definizione di intelligenza, allora dobbiamo riconoscere che le piante hanno sviluppato un'intelligenza che consente loro di svilupparsi e rispondere alla maggior parte dei problemi che incontrano nella loro vita.
Così le piante si sono adattate a quasi tutti gli ambienti terrestri e marini illuminati e, di fronte agli erbivori e agli insetti predatori, hanno sviluppato numerosi adattamenti. Non hanno un organo paragonabile a un cervello, ma sembrano avere l'equivalente di un "cervello diffuso". Alcune sono, ad esempio, in grado di emettere sostanze che attirano con precisione i predatori degli insetti che le attaccano e tutte hanno un ampio arsenale di risposte fisico-chimiche. Le risposte sono talvolta sofisticate (ad esempio, alcune piante rendono i loro predatori cannibali trasmettendo loro sostanze che modificano il loro comportamento).
Mancuso ne deduce che le soluzioni tecniche del futuro possono e dovrebbero essere più bio-ispirate dalle piante. Come specie, alcune piante hanno avuto un'esistenza molto più lunga di quella di qualsiasi specie animale chiamata "superiore" (ad esempio il Ginkgo biloba, presente sulla terra da 250 milioni di anni). Mancuso ricorda come Charles Darwin abbia dimostrato, dal punto di vista dell'evoluzione, che tutti gli organismi viventi sono attualmente al culmine della loro evoluzione. Le piante sono tra gli organismi senza i quali non ci sarebbe vita sulla terra. Dobbiamo quindi proteggere la loro esistenza e proteggere le foreste i cui alberi sono piante di lunga durata. Mancuso e i suoi colleghi ricordano che alla fine della sua vita, quando Darwin si interessò più specificamente alle piante, in un libro intitolato "Il potere del movimento delle piante" (pubblicato con suo figlio Francesco), considerò che:

## Critiche
Stefano Mancuso conduce ricerche nel campo della neurobiologia vegetale, un concetto che è oggetto di controversie scientifiche, trasmesso dalla scienza popolare che ha divulgato il suo lavoro.
Gli accademici inizialmente erano molto ostili alla semplice nozione di "comportamento delle piante" o di apprendimento nelle piante. Secondo Mancuso, nel 2005, nel mondo accademico era ancora vietato parlare di "comportamento delle piante", ma le scoperte successive hanno dato luogo alla creazione di cattedre universitarie su questo argomento e numerosi articoli lo hanno sviluppato.
Si parla persino di "robot plantoidi" (bioispirati dalle piante) che potrebbero, ad esempio, utilizzare un sistema robot leggero ispirato alle radici delle piante per ripristinare suoli o sottosuolo degradati e/o inquinati. Alcuni scienziati ancora rifiutano di parlare di intelligenza delle piante e ancora di più di "coscienza" (sorgono nuove domande filosofiche): se le piante percepiscono ferite o aggressioni e rispondono ad esse con vari processi biochimici, c'è qualcosa di paragonabile al dolore in loro, in un altro quadro di riferimento rispetto al nostro? Nel 2008 una piattaforma, firmata da trentasei biologi europei e nordamericani, ha chiesto di non utilizzare il termine neurobiologia vegetale. 
L'ipotesi di un'intelligenza diversa e diffusa nelle piante, d'altra parte, sembra aver immediatamente interessato il grande pubblico, probabilmente lo stesso che è stato anche affascinato, nel 2010, da un libro di un altro autore, Peter Wohlleben, Das geheime Leben der Bäume (2015) e/o dal film L’Intelligence des arbres (2017). Sebbene questi documenti siano troppo impressi di antropomorfismo, soprattutto dal punto di vista dell'Académie de l’Agriculture de France,, possono confondere la metafora con la realtà e inviare messaggi che sono scientificamente falsi o che spesso interpretano in modo eccessivo i dati scientifici secondo Jacques Tassin (ricercatore di CIRAD, foreste e società UPR)
Secondo A. Bertrand (2018): 
(A. Bertrand)
Tuttavia, ostacoli culturali ma anche teorici hanno finora ostacolato la valutazione quantitativa e qualitativa (e la sperimentazione) delle capacità cognitive delle piante. L'intero corpus scientifico creato per valutare l'intelligenza è stato costruito per applicarlo agli animali umani e non umani (e recentemente ai software, per quanto riguarda l'intelligenza artificiale).
L'idea di dare "diritti" alle piante o una dignità, in modo uguale a quello dato agli animali, come proposto da Mancuso, è ancora politicamente e filosoficamente scioccante per molti.
Per Mancuso dare certi diritti alle piante significa difendere gli uomini che dipendono totalmente da loro per ossigeno, cibo e fibre biodegradabili da loro fornite. Se l'uomo deve emigrare su un altro pianeta senza vita, dovrà farlo con altri organismi, comprese le piante da cui dipendiamo totalmente. L'umanità ha quindi interesse al fatto che la legge protegga anche le condizioni di vita e la diversità delle piante (Francia-Cultura, aprile 2019)

## Riconoscimenti
- Premio Nazionale di Divulgazione Scientifica 2013
- Wissenschaftsbuch des Jahres - Premio del Ministero della Ricerca e dell'Economia Austriaco per il Libro dell'Anno 2016
- Premio ecologia città di Varese 2017
- Premio Galileo per la divulgazione scientifica – 21 maggio 2018 per Plant RevolutioPremio Sila 2020
- Premio Vivere a spreco zero 2020
- Premio Pozzale Luigi Russo 2020-21 per la narrativa al libro La pianta del mondo
- Premio Hemingway 2021
- Fiorino d'oro della città di Firenze 2022
- Premio Horcynus Orca 2022
- Premio Gentile da Fabriano 2023
- Premio "Una Finestra sui due mondi" 2024 nell'ambito del Festival di Spoleto
- Pegaso della Cultura della Regione Toscana 2025

## Opere

### Pubblicazioni
- Baluška, F., Volkmann, D., Hlavacka, A., Mancuso, S., & Barlow, P. W. (2006). Neurobiological view of plants and their body plan. In Communication in plants (pp. 19–35). Springer, Berlin, Heidelberg.
- Brenner, E. D., Stahlberg, R., Mancuso, S., Vivanco, J., Baluška, F., & Van Volkenburgh, E. (2006). Plant neurobiology: an integrated view of plant signaling Archiviato il 20 aprile 2019 in Internet Archive.. Trends in plant science, 11(8), 413-419.
- Gagliano, M., Mancuso, S., & Robert, D. (2012). Towards understanding plant bioacoustics. Trends in plant science, 17(6), 323-325.
- Gagliano M, Renton M, Duvdevani N, Timmins M & Mancuso S (2012) Out of sight but not out of mind: alternative means of communication in plants. PLoS One, 7(5), e37382.
- Mancuso, S. (Ed.). (2011). Measuring roots: an updated approach. Springer Science & Business Media.
- Mancuso, S., & Viola, A. (2015). Brilliant green: The surprising history and science of plant intelligence. Island Press.
- Santelia, D., Vincenzetti, V., Azzarello, E., Bovet, L., Fukao, Y., Düchtig, P., ... & Geisler, M. (2005). MDR‐like ABC transporter AtPGP4 is involved in auxin‐mediated lateral root and root hair development. FEBS letters, 579(24), 5399-5406.
- Schapire, A. L., Voigt, B., Jasik, J., Rosado, A., Lopez-Cobollo, R., Menzel, D., ... & Botella, M. A. (2008) Arabidopsis synaptotagmin 1 is required for the maintenance of plasma membrane integrity and cell viability. The Plant Cell, 20(12), 3374-3388.

### Saggi e Romanzi
- Verde brillante, sensibilità e intelligenza del mondo vegetale, con Alessandra Viola, Giunti editore, 2013
- Uomini che amano le piante, Giunti editore, 2014
- Biodiversi, con Carlo Petrini, Slow Food, 2015
- Botanica. Viaggio nell'universo vegetale, Aboca edizioni, 2017
- Plant revolution. Le piante hanno già inventato il nostro futuro, Giunti editore, 2017, ISBN 978 88 09 83136 0
- L'incredibile viaggio delle piante, Laterza, 2018
- Discorso sulle erbe. Dalla botanica di Leonardo alle reti vegetali, con Fritjof Capra, Aboca edizioni, 2019
- La nazione delle piante, Laterza, 2019
- La pianta del mondo, Laterza 2020
- La tribù degli alberi, Einaudi 2022
- Fitopolis, la città vivente, collana I Robinson, illustrazioni di Beppe Giacobbe, Bari, Laterza, 2023,  p. 165, ISBN 978-88-58-15260-7.
- La versione degli alberi, Einaudi 2024